# Металообробна промисловість
Металообробна промисловість — галузь обробної промисловості; включає металоремонтну (авто-, судно- тощо), інструментальну, санітарно-технічну промисловість, виробництво металоконструкцій, металофурнітури, металовиробів культурно-господарського призначення.
Спільно з машинобудівною галуззю промисловості сприймається як машинобудівний комплекс.
Займає ключову позицію у сфері промислового виробництва, оскільки постачає виробничу технологію з металообробки у всі галузі промисловості та сприяє тим значною мірою зростання продуктивності праці в промисловості.
Підприємства та об'єднання металообробної промисловості можуть входити до різних галузей господарства: лісову та деревообробну, медичну промисловість, у різні галузі машинобудування та ін.
Металообробне підприємство може виконувати будь-які роботи з обробки металу, від простого різання металу до виготовлення високотехнологічних та складнотехнічних по виконанню виробів та деталей. Підприємства інших галузей промисловості (машинобудівна) можуть містити цех металообробки.
Металообробка — процес роботи з металом, в результаті якого з нього створюються окремі металеві вузли або цілі конструкції. Обробка металу в листах використовується у спорудженні будинків, машинобудуванні, будівництві залізниць, виробництві обладнання та кораблів.